# Глизе 581 g
Глизе 581 g (Gliese 581 g) — спорная экзопланета в планетной системе красного карлика Глизе 581, находящегося на расстоянии около 20 световых лет от Земли в созвездии Весов.
С момента сообщений об открытии существование планеты неоднократно как подвергалось сомнению, так и подтверждалось.
Заявлялось, что Глизе 581 g входит в пятёрку экзопланет, на которых может существовать жизнь в привычной для нас форме.

## Существование

Орбиты планет, в том числе Глизе 581 g, в системе Глизе 581

Об открытии планеты объявили 29 сентября 2010 года учёные из Калифорнийского университета в Санта-Крузе и из Института Карнеги в Вашингтоне. Данные, свидетельствующие о существовании планеты, были получены с помощью телескопа Keck 1 и 3,6−метрового телескопа Ла-Силья Европейской южной обсерватории в Чили. Стивен Вогт, руководитель группы астрономов, заявившей об открытии планеты, неформально назвал планету «Зармина» — в честь своей жены.
В 2011 году астрономы из Европейской южной обсерватории, осуществляя наблюдения при помощи спектрографа HARPS, заявили, что Глизе 581 g не существует — она является ошибкой измерений.
В 2012 году сотрудник Женевской обсерватории Франческо Пепе заявил, что группе Мишеля Майора (открывшей первую экзопланету — 51 Пегаса b) не удалось найти подтверждения существования планеты Глизе 581 g и Глизе 581 f, несмотря на обработку данных, накопленных за шесть с половиной лет, но не исключил возможности существования планеты в обитаемой зоне. В ответ Стивен Вогт заявил, что уверен в точности своих данных, посетовав на невозможность ознакомиться с наблюдениями швейцарской команды.
В дальнейшем были получены новые данные с различных наземных научных приборов, включая спектрографы HARPS на 3,6-метровом телескопе Ла-Силья в Чили и HIRES на гавайском телескопе Кека. Используя метод измерения радиальных скоростей звёзд (метод Доплера), специалисты Калифорнийского института подтвердили существование планеты Глизе 581 g, отметив, что признаки существования планеты имеются и в материалах швейцарских учёных.
В 2014 году вышла новая публикация с выводом, что планета не существует. Учёные Университета штата Пенсильвания с помощью расчётов опровергли существование планет Глизе 581 d и Глизе 581 g, заявив, что на самом деле наблюдаемые явления были артефактами звёздной активности.
Однако в 2015 году исследователи из Лондонского университета королевы Марии и Университета Хартфордшир пришли к выводу, что использовавшийся для «закрытия» планет в 2014 году статистический метод недостаточен для учёта колебаний звёздной активности материнской звезды.

## Возможные характеристики
Полученные оценки размера, массы и температуры планеты указывали на её подобие в общих чертах Земле. Предполагалось, что у неё есть атмосфера и жидкая вода. Высказывались мнения о каменистости планеты, хотя полученные данные не исключали и ледяной состав. Радиус планеты оценивался от 1,3 до 2 радиуса Земли, масса — от 3,1 до 4,3 массы Земли, период обращения вокруг звезды — 36,6 земных суток. Большая полуось орбиты — около 0,146 астрономических единиц. Ускорение свободного падения на поверхности должно было быть больше земного в 1,1-1,7 раза. Средняя температура на поверхности Глизе 581 g (в случае такого же, как на Земле, парникового эффекта) должна была составлять от −30 °С до −10 °С. По ещё одной оценке, температура поверхности должна была составлять −34 °С на ночной стороне и 71 °С на дневной.
Предполагалось, что ввиду близости к звезде планета всегда обращена к ней одной стороной. Как показывает моделирование таких сценариев, при определённых условиях вся атмосфера на таких планетах может конденсироваться на тёмной стороне. Однако при наличии достаточно плотной атмосферы тепло, получаемое от звезды, будет распределяться более равномерно, тем самым создавая более широкие зоны обитания.

## Сигналы
В направлении созвездия Весов и планетной системы Глизе 581, начиная с 1962 года, с Земли систематически посылались радио- и лазерные сигналы (всего 4 раза: в 1962, 1966, 2008 и 2009 годах) в сторону потенциально обитаемых экзопланет. Причём в трёх из четырёх случаев это было организовано и осуществлено советскими и российскими астрофизиками.
В 2010 году источником слухов о фиксации Рагбиром Бхаталом сигнала из окрестностей Gliese 581 стали средства массовой информации. На самом деле речь шла о неподтверждённом сигнале из шарового скопления 47 Тукана.

## Появление в массовой культуре
- В повести Павла Комарницкого «Прошедшая сквозь небеса» действие происходит на этой планете.
- С данной планеты на Землю прилетают агрессивные инопланетяне-разведчики в фильме «Морской бой».
- Сериал «Без лица» — 1 сезон, 3 серия.
- В фантастическом рассказе Алексея Ведёхина «Резервация» противники устоев постапокалиптичного общества переселяются на Глизе 581 g.
- В системе Gliese 581 происходят события фантастического романа Алексея Гравицкого «Четвёртый рейх».